# Caius Volusenus
Caius Volusenus Quadratus était un officier romain qui servit dans l'armée de Jules César, tout d'abord lors de la conquête de la Gaule, puis pendant la guerre civile contre Pompée.

## Biographie
Caius Volusenus servit comme tribun militaire en Gaule dans la XIIe légion sous le commandement du légat Servius Sulpicius Galba, se distinguant en 57 av. J.-C., lorsque Servius Sulpicius Galba fut battu par les Nantuates.
En 55 av. J.-C., il fut envoyé en Bretagne par Jules César sur un navire de guerre pour trouver des informations sur l'île de Bretagne, avant la première expédition de Jules César dans l'île, peut-être a-t-il débarqué sur la côte du Kent entre Hythe et Sandwich.
Plus tard, Caius Volusenus devint praefectus equitum. En 53 av. J.-C., lors de la révolte d'Ambiorix, il fut envoyé avec la cavalerie pour aider Quintus Tullius Ciceron, le frère du célèbre orateur, qui était assiégé par les Sicambres à Atuatuca.
Il reçut, sur ordre de Titus Labienus, l'ordre avec d'autres centurions de tuer le roi pro-romain Commios, soupçonné d'avoir conspiré contre  Jules César.
En 51 av. J.-C., Caius Volusenus servit comme commandant de cavalerie, sous Marc-Antoine, et dans l'hiver de cette même année, il lui fut ordonné de donner la chasse à Commios, qui était en train de mener des actions de guérilla. À la fin, Caius Volusenus réussit à battre Commios.
En 48 av. J.-C., pendant la guerre civile entre Jules César et Pompée le Grand, Roscillus et Egus, deux nobles gaulois qui servaient dans la cavalerie césarienne, décidèrent de passer dans le camp de Pompée le Grand. Ils tentèrent donc d'assassiner Caius Volusenus avec le but de se présenter au camp pompéien avec ce fait à leurs actifs.
Après la victoire de Jules César, Caius Volusenus devint tribun de la plèbe. Après l'assassinat de Jules César, il rejoignit le parti de Marc-Antoine.